# 258 Tyche
A 258 Tyche a Naprendszer kisbolygóövében található aszteroida. Karl Theodor Robert Luther fedezte fel 1886. május 4-én.